# Montezuma's Revenge: Starring Panama Joe
Montezuma´s Revenge era um dos mais cobiçados e interessantes jogos “adventure” já lançados para o Atari 2600. Nele, o jogador controla um pequeno aventureiro que precisa encontrar a chave para sair do templo de Montezuma. O templo possui diversos acessos – por escadas - para dezenas de cenários, com vários inimigos e obstáculos inesperados. O jogo também foi convertido para outros consoles como ColecoVision e Sega Master System.